# ピカールの逐次近似法
解析学において、ピカールの逐次近似法（ピカールのちくじきんじほう、英: Picard iteration）とは、常微分方程式の初期値問題に対し、解に一様収束する関数列を構成する手法。常微分方程式の初期値問題と同値な積分方程式に基づき、関数列を逐次的に構成する。常微分方程式の解の存在と一意性に関する基礎定理の証明に用いられる。より一般的な距離空間論の観点からは、この逐次近似列の構成法は縮小写像に対応しており、逐次近似法で得られる解は反復合成写像の不動点として捉えられる。ピカールの逐次近似法という名は19世紀のフランスの数学者エミール・ピカールに因む。ピカールは逐次近似の手法を発展させ、現在、常微分方程式の解の存在と一意性の理論で一般的に用いられる証明の論法を確立させた。

## 導入
t を実数空間 R に値をとる独立変数、x(t) = (x1(t), .., xm(t)) を m-次実数空間 Rm（または Cm）に値をとるベクトル値の未知関数を表すものとする。D を Rm + 1（または R × Cm）の領域とし、f を D 上で定義された Rm（または Cm）に値をとる連続関数とする。このとき、正規形の1階常微分方程式
{\displaystyle {\frac {d}{dt}}{\boldsymbol {x}}(t)={\boldsymbol {f}}(t,{\boldsymbol {x}}(t))}
において、D 内の点 (τ, ξ) に対し、初期条件
{\displaystyle {\boldsymbol {x}}(\tau )={\boldsymbol {\xi }}}
を満たす解 x(t) を τ を含む区間 I で求める初期値問題を考える。この初期値問題を解くことは積分方程式
{\displaystyle {\boldsymbol {x}}(t)={\boldsymbol {\xi }}+\int _{\tau }^{t}{\boldsymbol {f}}(s,{\boldsymbol {x}}(s))\,ds}
を解くことと同値である。

## 内容

ピカールの逐次近似法の例。非自励系の初期値問題 d/dt'x(t) = sin(t) − x(t), x(0) = 1 に対し、青線が解、オレンジ線がピカールの逐次近似法で構成される関数列 である。ここで、φ_{0}(t) = 1, φ_{1}(t) = 2 − cos(t) − t, である。

ピカールの逐次近似法では初期値問題と同値な積分方程式を基づき、次のように初期条件から逐次的に関数列 {φn(t)} を構成する。
{\displaystyle {\begin{aligned}{\boldsymbol {\varphi }}_{0}(t)&={\boldsymbol {\xi }},\\{\boldsymbol {\varphi }}_{n}(t)&={\boldsymbol {\xi }}+\int _{\tau }^{t}{\boldsymbol {f}}(s,{\boldsymbol {\varphi }}_{n-1}(s))\,ds\quad (n=1,2,\cdots ).\end{aligned}}}
このとき、極限関数
{\displaystyle {\boldsymbol {\varphi }}(t)=\lim _{n\to \infty }{{\boldsymbol {\varphi }}_{n}(t)}}
が存在すれば、これは上述の常微分方程式の初期値問題と同値な積分方程式を満たすことが期待される。
但し、この逐次近似法で構成する関数列 {φn(t)} が適切に定義され、その存在と収束が保証される必要がある。そのために次の条件を要請する。
Rm + 1（または R × Cm）の有界閉領域
{\displaystyle E=\{(t,{\boldsymbol {x}}):\,|t-\tau |\leq r,\,\|{\boldsymbol {x}}-{\boldsymbol {\xi }}\|\leq \rho \}}
で f は連続で有界、すなわちある M が存在して
{\displaystyle \|{\boldsymbol {f}}(t,{\boldsymbol {x}})\|\leq M}
かつ、 x についてのリプシッツ条件
{\displaystyle \|{\boldsymbol {f}}(t,{\boldsymbol {x}})-{\boldsymbol {f}}(t,{\boldsymbol {y}})\|\leq L\|{\boldsymbol {x}}-{\boldsymbol {y}}\|}
を満たすとする。このとき、
{\displaystyle r_{0}:=\min {(r,\rho /M)}}
で定まる区間
{\displaystyle I_{0}=\{t\in \mathbb {R} :|t-\tau |\leq r_{0}\}}
で {φn(t)} は
{\displaystyle \|{\boldsymbol {\varphi }}_{n}(t)-{\boldsymbol {\xi }}\|\leq \rho }
を満たす連続関数として、適切に定義され、極限関数 φ(t) に一様収束する。φn(t) の定義と f の連続性より、φ(t) は
{\displaystyle {\boldsymbol {\varphi }}(t)={\boldsymbol {\xi }}+\int _{\tau }^{t}{\boldsymbol {f}}(s,{\boldsymbol {\varphi }}(s))\,ds}
を満たし、所与の常微分方程式の初期値問題の解である。

## 縮小写像の不動点定理
積分作用素 T を
{\displaystyle T{\boldsymbol {\phi }}={\boldsymbol {\xi }}+\int _{\tau }^{t}{\boldsymbol {f}}(s,{\boldsymbol {\phi }}(s))\,ds}
で定めると、上述の積分方程式の解は、
{\displaystyle T{\boldsymbol {\phi }}={\boldsymbol {\phi }}}
を満たす T の不動点である。ピカールの逐次近似法では、関数列 {φn(t)} は T の反復合成
{\displaystyle T{\boldsymbol {\varphi }}_{n}={\boldsymbol {\varphi }}_{n-1}}
で構成されるが、一定の条件の下では T は縮小写像となり、不動点定理からも解の存在が保証される。
実際、先ほどと同様に、f は有界閉領域 E で連続かつリプシッツ連続であるとする。ここで
{\displaystyle 0<Lr_{0}'<1,\quad r_{0}'\leq r_{0}}
を満たす正の定数 r0′ で定まる閉区間
{\displaystyle I_{0}'=\{t\in \mathbb {R} :|t-\tau |\leq r_{0}'\}}
をとる。I0′ 上で定義される Rm（または Cm）に値をとる連続関数のなすベクトル空間を {\displaystyle {\mathcal {C}}} とし、{\displaystyle {\mathcal {C}}} にノルムを
{\displaystyle \|{\boldsymbol {\phi }}\|_{I_{0}'}=\max _{t\in I_{0}'}\|{\boldsymbol {\phi }}(t)\|}
で定めると、{\displaystyle {\mathcal {C}}} は完備なノルム空間となる。{\displaystyle {\mathcal {C}}} の部分集合で条件
{\displaystyle \|{\boldsymbol {\phi }}(t)-{\boldsymbol {\xi }}\|\leq \rho }
を満たすものからなる {\displaystyle {\mathcal {F}}} は完備な閉部分集合であり、T は {\displaystyle {\mathcal {F}}} から {\displaystyle {\mathcal {F}}} への
{\displaystyle \|T{\boldsymbol {\phi }}-T{\boldsymbol {\psi }}\|_{I_{0}'}\leq Lr_{0}'\|{\boldsymbol {\phi }}-{\boldsymbol {\psi }}\|_{I_{0}'}\quad ({\boldsymbol {\phi }},\,{\boldsymbol {\psi }}\in {\mathcal {F}})}
を満たす縮小写像である。よって、バナッハの不動点定理により、Tφ = φ を満たす {\displaystyle {\mathcal {F}}} の不動点、すなわち区間 I0′ 上で定義される初期値問題の解 φ(t) が存在する。

## 例

### 例1
次の自励系のスカラー微分方程式の初期値問題を考える。
{\displaystyle {\frac {dx(t)}{dt}}=x(t),\quad x(0)=1.}
ピカールの逐次近似法で φn(t) を構成すると
{\displaystyle {\begin{aligned}\varphi _{1}(t)&=1+\int _{0}^{t}1\,ds=1+t,\\\varphi _{2}(t)&=1+\int _{0}^{t}(1+s)\,ds=1+t+{\frac {t^{2}}{2}},\\&\vdots \\\varphi _{n}(t)&=1+t+{\frac {t^{2}}{2}}+\cdots +{\frac {t^{n}}{n!}}=\sum _{l=0}^{n}{\frac {t^{l}}{l!}}.\end{aligned}}}
よって、解は
{\displaystyle \varphi (t)=\lim _{n\to \infty }{\varphi _{n}(t)}=e^{t}}
となる。

### 例2
次のスカラー微分方程式の初期値問題を考える。
{\displaystyle {\frac {dx(t)}{dt}}=tx(t),\quad x(0)=1}
ピカールの逐次近似法で φn(t) を構成すると
{\displaystyle {\begin{aligned}\varphi _{1}(t)&=1+\int _{0}^{t}s\,ds=1+{\frac {t^{2}}{2}}\\\varphi _{2}(t)&=1+\int _{0}^{t}s\left(1+{\frac {s^{2}}{2}}\right)ds=1+{\frac {t^{2}}{2}}+{\frac {t^{4}}{2\cdot 4}}\\&\cdots \\\varphi _{n}(t)&=1+{\frac {t^{2}}{2}}+{\frac {t^{4}}{2\cdot 4}}+\cdots +{\frac {t^{2n}}{2\cdot 4\cdots \cdot (2n)}}=\sum _{l=0}^{n}{\frac {1}{l!}}\left({\frac {t^{2}}{2}}\right)^{l}\end{aligned}}}
よって、解は
{\displaystyle \varphi (t)=\lim _{n\to \infty }{\varphi _{n}(t)}=e^{t^{2}/2}}
となる。

## リプシッツ条件についての注意
リプシッツ条件が満たされない場合、逐次近似列 {φn(t)} が定義されても、その収束は保証されない。そのような場合として、次の例を考える。
{\displaystyle D=\{(t,x)\in \mathbb {R} ^{2}:-\infty <t<1,\,-\infty <x<\infty \}}
とし、f(t, x) を
{\displaystyle f(t,x)={\begin{cases}0&\quad (-\infty <t\leq 0,\,x\in \mathbb {R} )\\2t&\quad (0<t\leq 1,\,-\infty <x<0)\\2t-{\frac {4x}{t}}&\quad (0<t\leq 1,\,0\leq x\leq t^{2})\\-2t&\quad (0<t\leq 1,\,t^{2}<x<\infty )\end{cases}}}
で定義すると、D 上で f(t, x) は連続かつ
{\displaystyle |f(t,x)|\leq 2\quad ((t,x)\in D)}
で有界であるが、リプシッツ連続ではない。このとき、初期値問題
{\displaystyle {\frac {dx(t)}{dt}}=f(t,x),\quad x(0)=0}
を考えると、逐次近似列は
{\displaystyle \varphi _{2k-1}(t)=t^{2},\,\varphi _{2k}(t)=-t^{2}\quad (k=1,2,\cdots )}
となり、収束しない。一方で、解は
{\displaystyle \varphi (t)={\frac {t^{3}}{3}}}
である。